# Aabeni

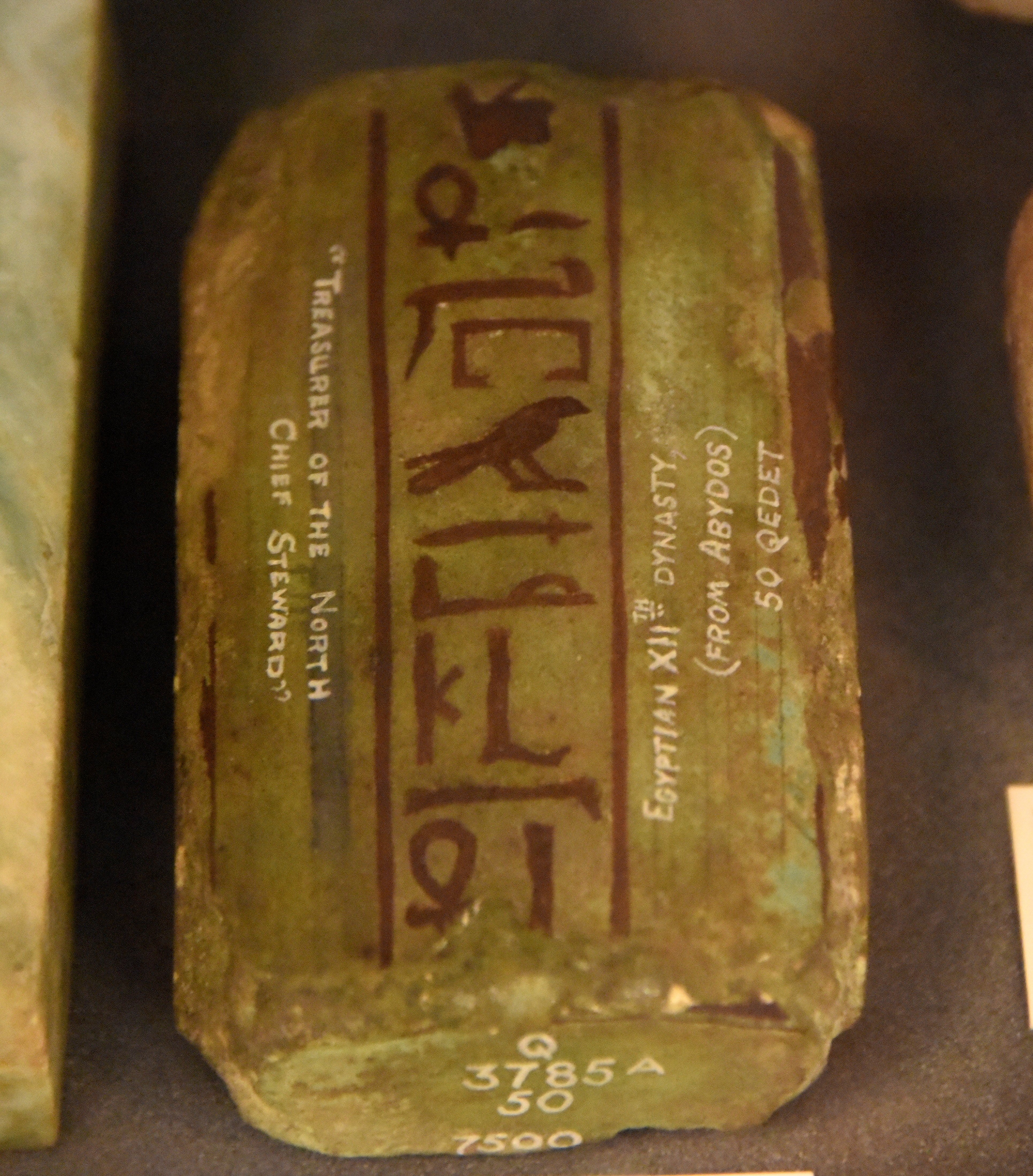
Zöld mázas fajansz nehezék Aabeni háznagy nevével

Aabeni ókori egyiptomi hivatalnok volt, királyi háznagy a XIII. dinasztia idején, i. e. 1750 körül. Több említése fennmaradt, a legfontosabb a Boulaq 18 papirusz, amelyen a thébai palota tisztségviselőinek felsorolásában maradt fenn a neve. Ismert egy abüdoszi sztéléről és egy ugyanitt talált zöld fajansz nehezékről is (ma a londoni Petrie Múzeumban).
A Boulaq 18 papirusz pontos datálása vitatott, így nem tudni pontosan, melyik uralkodót szolgálta Aabeni, de a papirusz említi Anhu vezírt is, így vele egy időben élhetett.

## Fordítás
Ez a szócikk részben vagy egészben  az   Aabeni című angol Wikipédia-szócikk ezen változatának fordításán alapul.  Az eredeti cikk szerkesztőit annak laptörténete sorolja fel. Ez a jelzés csupán a megfogalmazás eredetét és a szerzői jogokat jelzi, nem szolgál a cikkben szereplő információk forrásmegjelöléseként.